# Замок Лимпн

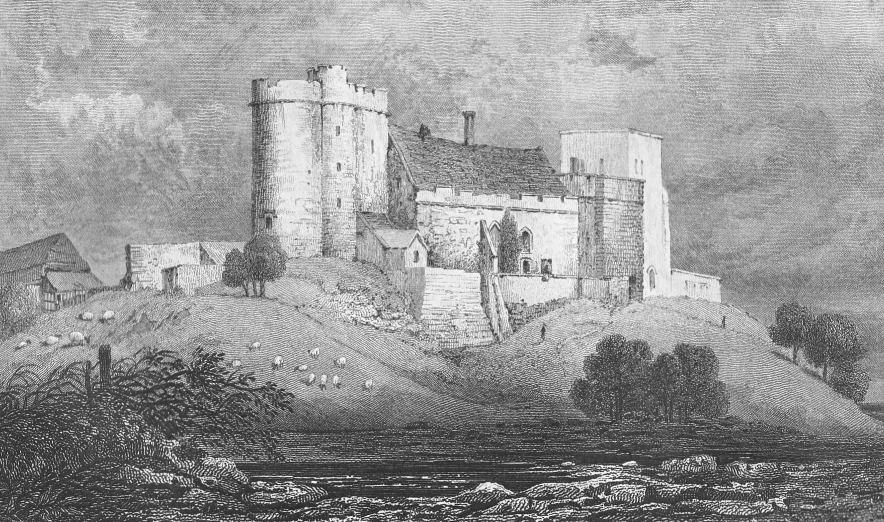
Замок в 1830 году

Замок Лимпн (англ. Lympne Castle) — средневековый замок в деревне Лимпн, графство Кент, Англия.

## История замка
Местность на которой построен замок имела стратегическое значение с римских времён. Сам замок, часть построек которого относится к XIII веку, стал свидетелем норманнского и датского вторжений.
Принадлежал архиепископам Кентерберийским, в частности Томасу Бекету.
К XIX веку замок пришёл в упадок, в начале XX века замок был реконструирован, к нему добавили несколько пристроек.
Во время второй войны в замке располагался наблюдательный пункт противовоздушной обороны.

## Современное состояние
В замке, в сентябре 1978 года, группа Пола Маккартни Wings записала основную часть треков альбома Back to the Egg.
В настоящее время замок находится в частном владении, свободный доступ ограничен, однако в нём проводятся корпоративные мероприятия и свадьбы на коммерческой основе.